# マリア・カロリーナ・フォン・エスターライヒ (1740-1741)
マリア・カロリーナ・フォン・エスターライヒ（Maria Karolina von Österreich, 1740年1月12日 - 1741年1月25日）は、神聖ローマ皇帝フランツ1世と皇后マリア・テレジアの間の第3子、三女。父が帝位に就く前に夭折した。

## 生涯
両親の間にはすでに2人の女子が生まれており、3人目の子供には世継ぎとなる男子が強く期待されていたため、女児の誕生は両親や周囲の人々から非常に落胆された。母マリア・テレジアは娘が生まれたその日の夜には洗礼を受けさせ、さっさと名前を決めてしまった。全名はマリア・カロリーナ・エルネスティーナ・アントニア・ヨハンナ・ヨーゼファ（Maria Karolina Ernestina Antonia Johanna Josepha）。
1歳の誕生日を迎えて間もない1741年1月24日、突然に病気に罹って痙攣に苦しみ、翌日には死去した。死因はひきつけとされたが、現在ではテタニーだったと考えられている。検死も行われたが、遺体には特に病症は見当たらなかった。遺骸はカプツィーナー納骨堂内のマリア・テレジア納骨堂（Maria-Theresien Gruft）に安置された。
なお、両親は後に生まれた2人の娘に同じ「マリア・カロリーナ」の名前を与えている。1748年に生まれた第10子（七女）は生後すぐに亡くなった。1752年に生まれた第13子（十女）は、ナポリ王フェルディナンド4世に嫁した。

## 引用
1. ↑  Maria Theresia und ihre Kinder - Teil 3: Maria Karoline und die Fraisen auf imperial-austria.at
2. ↑  Maria Theresien Gruft auf Kaisergruft.at
3. ↑  Liste der in Wien beigesetzten Mitglieder des Hauses Habsburg